# Banyu Biru
Banyu Biru é um filme indonésio dirigido por Teddy Soeriaatmadja e lançado em 2005.